# (4607) Seilandfarm
(4607) Seilandfarm est un astéroïde de la ceinture principale.

## Description
(4607) Seilandfarm est un astéroïde de la ceinture principale. Il fut découvert le 25 novembre 1987 à Kitami par Kin Endate et Kazuro Watanabe. Il présente une orbite caractérisée par un demi-grand axe de 2,26 UA, une excentricité de 0,02 et une inclinaison de 2,3° par rapport à l'écliptique.

## Compléments